# Communes de la province de Bolzano
Toutes les communes de la province de Bolzano ont, pour des raisons historiques, un nom originel en allemand, auquel s'ajoute une traduction en italien héritée de la politique d'italianisation des années 1920-1945. Les deux versions sont officielles. Certaines ont un troisième nom, dans les zones de parler ladin.

## Classement alphabétique nom italien - nom allemand
- Aldino/Aldein
- Andriano/Andrian
- Anterivo/Altrei
- Appiano sulla strada del vino/Eppan
- Avelengo/Hafling
- Badia/Abtei
- Barbiano/Barbian
- Bolzano/Bozen
- Braies/Prags
- Brennero/Brenner
- Bressanone/Brixen
- Bronzolo/Branzoll
- Brunico/Bruneck
- Caines/Kuens
- Caldaro sulla strada del vino/Kaltern
- Campo Tures/Sand in Taufers
- Campo di Trens/Freienfeld
- Castelbello-Ciardes/Kastelbell-Tschars
- Castelrotto/Kastelruth
- Cermes/Tscherms
- Chienes/Kiens
- Chiusa/Klausen
- Cornedo all'Isarco/Karneid
- Cortaccia sulla strada del vino/Kurtatsch an der Weinstraße
- Cortina sulla strada del vino/Kurtinig an der Weinstraße
- Corvara in Badia/Corvara
- Curon Venosta/Graun
- Dobbiaco/Toblach
- Egna/Neumarkt
- Falzes/Pfalzen
- Fiè allo Sciliar/Völs
- Fortezza/Franzensfeste
- Funes/Villnöss
- Gais/Gais
- Gargazzone/Gargazon
- Glorenza/Glurns
- La Valle/Wengen
- Laces/Latsch
- Lagundo/Algund
- Laion/Lajen
- Laives/Leifers
- Lana/Lana
- Lasa/Laas
- Lauregno/Laurein
- Luson/Lüsen
- Magrè sulla strada del vino/Margreid an der Weinstraße
- Malles Venosta/Mals
- Marebbe/Enneberg
- Marlengo/Marling
- Martello/Martell
- Meltina/Mölten
- Merano/Meran
- Monguelfo-Tesido/Welsberg
- Montagna/Montan
- Moso in Passiria/Moos
- Nalles/Nals
- Naturno/Naturns
- Naz-Sciaves/Natz-Schabs
- Nova Levante/Welschnofen
- Nova Ponente/Deutschnofen
- Ora/Auer
- Ortisei/St. Ulrich in Gröden
- Parcines/Partschins
- Perca/Percha
- Plaus/Plaus
- Ponte Gardena/Waidbruck
- Postal/Burgstall
- Prato allo Stelvio/Prad am Stilfserjoch
- Predoi/Prettau
- Proves/Proveis
- Racines/Ratschings
- Rasun Anterselva/Rasen-Antholz
- Renon/Ritten
- Rifiano/Riffian
- Rio di Pusteria/Mühlbach
- Rodengo/Rodeneck
- Salorno/Salurn
- San Candido/Innichen
- San Genesio Atesino/Jenesien
- San Leonardo in Passiria/St. Leonhard in Passeier
- San Lorenzo di Sebato/St. Lorenzen
- San Martino in Badia/St. Martin in Thurn
- San Martino in Passiria/St. Martin in Passeier
- San Pancrazio/St. Pankraz
- Santa Cristina Valgardena/St. Christina in Gröden/S. Cristina-Gherdëina
- Sarentino/Sarntal
- Scena/Schenna
- Selva dei Molini/Mühlwald
- Selva di Val Gardena/Wolkenstein in Gröden
- Senale-San Felice/Unsere liebe Frau im Walde-St. Felix
- Senales/Schnals
- Sesto/Sexten
- Silandro/Schlanders
- Sluderno/Schluderns
- Stelvio/Stilfs
- Terento/Terenten
- Terlano/Terlan
- Termeno sulla strada del vino/Tramin an der Weinstraße
- Tesimo/Tisens
- Tires/Tiers
- Tirolo/Tirol
- Trodena nel parco naturale/Truden im Naturpark
- Tubre/Taufers im Münstertal
- Ultimo/Ulten
- Vadena/Pfatten
- Val di Vizze/Pfitsch
- Valdaora/Olang
- Valle Aurina/Ahrntal
- Valle di Casies/Gsies
- Vandoies/Vintl
- Varna/Vahrn
- Velturno/Feldthurns
- Verano/Vöran
- Villabassa/Niederdorf
- Villandro/Villanders
- Vipiteno/Sterzing

## Classement alphabétique nom allemand - nom italien
- Abtei/Badia
- Ahrntal/Valle Aurina
- Aldein/Aldino
- Algund/Lagundo
- Altrei/Anterivo
- Andrian/Andriano
- Auer/Ora
- Barbian/Barbiano
- Bozen/Bolzano
- Branzoll/Bronzolo
- Brenner/Brennero
- Brixen/Bressanone
- Bruneck/Brunico
- Burgstall/Postal
- Corvara/Corvara in Badia
- Deutschnofen/Nova Ponente
- Enneberg/Marebbe
- Eppan/Appiano sulla strada del vino
- Feldthurns/Velturno
- Franzensfeste/Fortezza
- Freienfeld/Campo di Trens
- Gais/Gais
- Gargazon/Gargazzone
- Glurns/Glorenza
- Graun/Curon Venosta
- Gsies/Valle di Casies
- Hafling/Avelengo
- Innichen/San Candido
- Jenesien/San Genesio Atesino
- Kaltern/Caldaro sulla strada del vino
- Karneid/Cornedo all'Isarco
- Kastelbell-Tschars/Castelbello-Ciardes
- Kastelruth/Castelrotto
- Kiens/Chienes
- Klausen/Chiusa
- Kuens/Caines
- Kurtatsch an der Weinstraße/Cortaccia sulla strada del vino
- Kurtinig an der Weinstraße/Cortina sulla strada del vino
- Laas/Lasa
- Lajen/Laion
- Lana/Lana
- Latsch/Laces
- Laurein/Lauregno
- Leifers/Laives
- Lüsen/Luson
- Mals/Malles Venosta
- Margreid an der Weinstraße/Magrè sulla strada del vino
- Marling/Marlengo
- Martell/Martello
- Meran/Merano
- Mölten/Meltina
- Montan/Montagna
- Moos/Moso in Passiria
- Mühlbach/Rio di Pusteria
- Mühlwald/Selva dei Molini
- Nals/Nalles
- Naturns/Naturno
- Natz-Schabs/Naz-Sciaves
- Neumarkt/Egna
- Niederdorf/Villabassa
- Olang/Valdaora
- Partschins/Parcines
- Percha/Perca
- Pfalzen/Falzes
- Pfatten/Vadena
- Pfitsch/Val di Vizze
- Plaus/Plaus
- Prad am Stilfserjoch/Prato allo Stelvio
- Prags/Braies
- Prettau/Predoi
- Proveis/Proves
- Rasen-Antholz/Rasun Anterselva
- Ratschings/Racines
- Riffian/Rifiano
- Ritten/Renon
- Rodeneck/Rodengo
- Salurn/Salorno
- Sand in Taufers/Campo Tures
- Sarntal/Sarentino
- Schenna/Scena
- Schlanders/Silandro
- Schluderns/Sluderno
- Schnals/Senales
- Sexten/Sesto
- St. Christina in Gröden-S.Cristina Gherdëina/Santa Cristina Valgardena
- St. Leonhard in Passeier/San Leonardo in Passiria
- St. Lorenzen/San Lorenzo di Sebato
- St. Martin in Passeier/San Martino in Passiria
- St. Martin in Thurn/San Martino in Badia
- St. Pankraz/San Pancrazio
- St. Ulrich in Gröden/Ortisei
- Sterzing/Vipiteno
- Stilfs/Stelvio
- Taufers im Münstertal/Tubre
- Terenten/Terento
- Terlan/Terlano
- Tiers/Tires
- Tirol/Tirolo
- Tisens/Tesimo
- Toblach/Dobbiaco
- Tramin an der Weinstraße/Termeno sulla strada del vino
- Truden im Naturpark/Trodena nel parco naturale
- Tscherms/Cermes
- Ulten/Ultimo
- Unsere liebe Frau im Walde-St. Felix/Senale-San Felice
- Vahrn/Varna
- Villanders/Villandro
- Villnöss/Funes
- Vintl/Vandoies
- Völs/Fiè allo Sciliar
- Vöran/Verano
- Waidbruck/Ponte Gardena
- Welsberg/Monguelfo-Tesido
- Welschnofen/Nova Levante
- Wengen/La Valle
- Wolkenstein in Gröden/Selva di Val Gardena